# آرمین ون بورن
آرمین جوزف ژاکوبوس دانیل ون بورن (زاده ۲۵ دسامبر ۱۹۷۶)، با نام هنری آرمین ون بورن، دی‌جی و تهیه‌کننده موسیقی هلندی است. از سال ۲۰۰۱، او برگزار کننده یک برنامه رادیویی هفتگی به‌نام ا استیت آو ترنس است که ماهانه ۴۰ میلیون شنونده در ۸۴ کشور دارد. به گفته سایت دی‌جی‌ها و فستیوال‌ها، "این برنامه رادیویی او را به‌عنوان یک ستاره جداناشدنی از موسیقی ترنس به دنیا معرفی کرد و باعث شد که او این سبک موسیقی را به دنیا بشناساند".
ون بورن جوایز زیادی کسب کرده است؛ از جمله ۵ بار رتبه نخست مجله دی‌جی، که ۴ بار آن به صورت متوالی بوده است. همچنین او در سال ۲۰۲۲ رتبه پنجم ، در سال ۲۰۱۵، ۲۰۱۶، ۲۰۱۹ و ۲۰۲۰ رتبه چهارم و در سال ۲۰۱۷ رتبه سوم ۱۰۰ دی‌جی برتر سال را کسب کرده است. او در سال ۲۰۱۴، نامزد جایزه بهترین ترانه رقص گرمی برای ترانه "This Is What It Feels Like" شد که او را به چهارمین دی‌جی سبک موسیقی ترنس که تا به‌حال نامزد جوایز گرمی شده است بدل می‌کند.

## زندگی شخصی
همان‌طور که گفته شد او در لیدن هلند در ۲۵ دسامبر ۱۹۷۶ به دنیا آمد ولی در شهر "Koudekerk aan den Rijn" بزرگ شد. او دبیرستان را در سال ۱۹۹۵ به اتمام رساند و برای آموختن وکالت وارد کالج شد. در کالج علاقهٔ او به ساخت موسیقی نمایان شد و در کلوب محلی آنجا به نام نکسوس به عنوان دی جی شروع به کار کرد. از آنجایی که دورهٔ موسیقایی او در حال آغاز بود وکالت را معلق گذاشت. او در سال ۲۰۰۳ به مدرسهٔ وکالت برگشت و درسش را به اتمام رساند. در ۱۸ دسامبر ۲۰۰۹ آرمین با اریکا ون ثییِل در واسِنار هلند ازدواج کرد. آن‌ها در طول تعطیلات در جزیرهٔ کرت ملاقات کردند و به مدت ۹ سال قبل از ازدواج با یکدیگر رابطه داشتند.
در ۱۲ ژانویه ۲۰۱۱ آرمین حاملگی همسرش اریکا را در توییتر اعلام کرد. او امیدوار است که فرزندش در تابستان امسال بهترین تولیدش (ثمره اش) در زندگی برای همیشه باشد.

## مسیر کاری

### ۱۹۹۵ – ۱۹۹۹: اوایل و موفقیت
از ۱۹۹۵ ون بیورن قطعات زیادی تحت عنوان [لیبل]های متفاوت منتشر کرد که با موفقیت روزافزون روبرو شد. اولین موفقیت بزرگش قطعهٔ "Blue Fear" بود که توسط "سایبر رکوردز" در ۱۹ سالگی منتشر شد. این قطعهٔ یورو ترنس او را وارد چارت (جدول) بریتانیا کرد. قطعهٔ "Communication" تحت همان لیبل منتشر شد و موفقیت عظیمی در ایبیزای اسپانیا در تابستان ۱۹۹۹ نصیب او کرد. بعد از عقد قرارداد با "AM PM رکوردز" این قطعه در سال ۲۰۰۰ مقام ۱۸ را در uk chart کسب کرد.
همان‌طور که گفته شد ون بیورن فعالیت خود را به عنوان یک دی جی از کلوب نکسوس در لیدن آغاز کرد؛ جایی که اجرای مجموعه‌های دی جی طولانی را یادگرفت؛ که معمولاً هر مجموعه بین ۶ تا ۷ ساعت طول می‌کشید. او در طول تعطیلات مدرسه بیش از ۴ بار در هفته اجرا می‌کرد. در ۱۹۹۹ او دیو لویس را ملاقات کرد، کسی که او را در انگلیس و آمریکا به عنوان دی جی معرفی کرد. در ۲۰۰۱ با ورودش به لیست ۱۰۰ برتر مجله ی دی جی در مقام ۲۷ مسیر حرفه ایش در حال شتاب گرفتن بود. او در بیش از ۲۵ کشور مختلف اجرا کرده بود و اغلب در بخش اصلی فستیوالهای تابستانی بزرگ حضور داشت. ون بیورن یک رکورد شکنی با اجرای مجموعهٔ دوازده و نیم ساعته در تالار رقص در لاههٔ هلند داشت. ون بیورن، در آغاز سال ۱۹۹۹ لیبلش با نام "آرمایند" را همراه با شرکت یونایتد رکوردینگز آغاز کرد. اولین انتشارش Gig – "One" با استقبال خوبی مواجه شد. برای دومین اثرش، "Touch Me" خود را به نام Rising Star معرفی کرد که اثرش در بریتانیا قبل از اینکه منتشر شود قراردادی با Ministry of Sound منعقد کرد.
در زمان انتشار سومش، Gimmick – "Free" با R&S Records قرارداد بست و توانست لیبل خود را به سرعت معروف کند. او با نام مستعار Gaia قطعهٔ "۴ Elements" را به وسیلهٔ لیبل " "Captivating Soundsکه از زیر مجموعه‌های سرکت [برادران وارنر] است منتشر کرد. او در یک کار گروهی با Tiësto روی دو پروژه کار کرد که که نتیجهٔ آن Major League – "Wonder Where You Are?" و Alibi – "Eternity" بود که دومین اثر موفقیت بزرگی کسب کرد و به عضویت Vandit Records (علامت و نشان دی جی بزرگ، Paul van Dyk) درآمد.

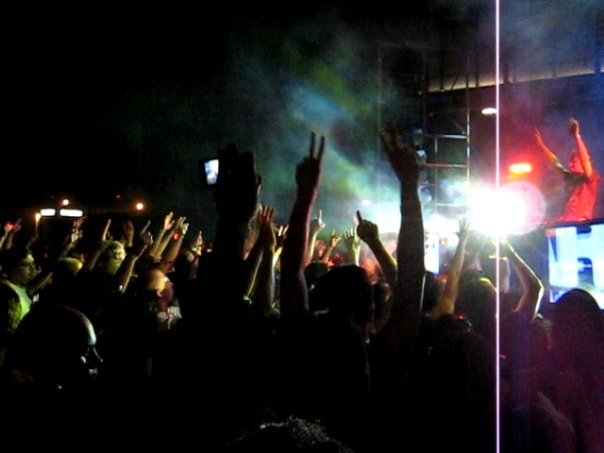
آرمین ون بیورن در تگزاس ۹ آگوست ۲۰۰۸

### ۲۰۰۰ – ۲۰۰۴: A State of Trance و ۷۶
در سال ۲۰۰۰ ون بیورن مجموعه‌های تلفیقی خود را شروع کرد. اولین آلبوم تلفیقی او A State of Trance نام داشت که بیش از ۱۰۰۰۰ نسخه فروخت. آلبوم دومش Basic Instinct نام داشت که بعضی قطعاتش با استقبال خوبی مواجه شد. سومین آلبوم تلفیقیش به نام In Motion در ۶ اوت ۲۰۰۱ منتشر شد که در سبک ترنس واقعی بود که در آمریکا بسیار آشناست. آلبوم چهارم به نام Transparence در ۲۰۰۲ منتشر شد.
در مارس ۲۰۰۱ ون بیورن نمایش دو ساعتهٔ رادیویی خود به نام A State of Trance که صورت هفتگی بود را آغاز کرد، در آن آخرین قطعات موسیقی مشهور سبک ترنس را در آن اجرا می‌کرد. (برای پیدا کردن فهرستی کامل از ایستگاه‌های رادیویی که این برنامه را پخش می‌کنند می‌توان به قسمت ASOT در سایت ون بیورن مراجعه کرد) در ۲۰۰۴ ون بیورن موسیقی زمینه‌ای سریال ۲۴ را به صورت آهنگ ترنس ریمیکس کرد.
در اکتبر ۲۰۰۲، ون بیورن مقام پنجم را در ۱۰۰ دیجی برتر مجلهٔ دیجی کسب کرد و در طول سال به مقام سوم رسید و برای سه سال بعد هم این مقام را حفظ کرد. در ۲۰۰۶ کارهای ون بیورن او را به مقام دوم، پایین‌تر از پاول ون دایک قرار داد. نهایتاً در سال ۲۰۰۷ ون بیورن مقام اول را در ۱۰۰ دیجی برتر مجلهٔ دیجی کسب کرد و این مقام را برای سه سال پیاپی یعنی تا سال ۲۰۱۰ کسب کرد. در ژوئن ۲۰۰۳ ون بیورن اولین آلبوم استودیویی خود را به نام ۷۶، که از سال تولدش (۱۹۷۶) گرفته شده بود منتشر کرد.

### ۲۰۰۵ – اکنون: Shivers, Imagine و Mirage
در ۸ اوت ۲۰۰۵ ون بیورن دومین آلبوم استودیویی خود به نام Shivers را منتشر کرد. در این آلبوم هنرمندانی مثل نادیا علی - خوانندهٔ آمریکایی پاکستانی، جاستین سویسا - خوانندهٔ انگلیسی و گروه ترنس دونفرهٔ گابریل و دِرِسدِن حضور داشتند.
در ۱۱ نوامبر ۲۰۰۶ او یک اجرای زنده با ست تکی ۹ ساعته برای ۱۱۰۰۰ طرفدار به نام "فقط آرمین" را برای دمین بار در آهولی روتردام برگزار کرد. ون بیورن در ۱۷ آوریل ۲۰۰۸ سومین آلبوم استودیویی خود را به نام Imagine منتشر کرد که در جدول آلبوم‌های هلند مقام اول را به دست آورد.
در ۱۹ آوریل ۲۰۰۸ او سومین اجرای "فقط آرمین" را این بار در شهر جاربوورزِ آتریچ در هلند برگزار کرد؛ که مورداستقبال ۱۶۰۰۰ طرفدار قرار گرفت و به صورت زنده از تلوزین ملی هلند پخش شد. در نیمهٔ دوم سال ۲۰۰۸ او این نمایش را تا استرالیا، رومانی، لهستان، بلژیک و یک برنامهٔ ویژه به نام عیدی سال نو در لس آنجلس گسترش داد. در ۲۹ ستامبر ۲۰۰۸ آرمین جایزه ی دی جیِ "بهترین دی جی سبک ترنس" را در ایبیزا در کنار نامزدهایی مثل فرری کورستن، تیِستو و پاول ون دایک دریافت کرد. در ۱۲ژانویهٔ ۲۰۰۸ون بیورن معتبرترین جایزهٔ موسیقایی هلند یعنی "Buma Cultuur Pop Award" را دریافت کرد.
در ۲۰۰۹، شرکت فورین Foreign Media Games اعلام کرد در حال تولید یک بازی به نام In The Mix: Featuring Armin van Buuren است که قرار است در سال ۲۰۱۰ برای کنسول Wii منتشر شود.
او با برادر گیتاریس خود در آبوم ۲۰۰۸ خود به نام Imagine و نمایش عیدی سال نوی ۲۰۰۹ در لس آنجلس همکاری کرد. در ۳ مارس ۲۰۱۰ ون بیورن جایزهٔ معتبر چنگ طلایی را برای کارهای موسیقایی خود دریات کرد.
در ۲۳ ژوئن ۲۰۱۰ اعلام شد که چهارمین آلبوم استودیویی او به نام Mirage در ۱۰ ستامبر منتشر می‌شود. اولین تک‌آهنگ، "Full Focus" در فروشگاه iTunes در نیمه شبِ ۲۴ ژوئن منتشر شد. آهنگ در هلند رتبهٔ ششم را کسب کرد. در ۱۲ ستامبر ۲۰۱۰ نمایش رادیویی جدیدش به نام "A State of Sundays" را که به صورت هفتگی و ۲۴ ساعته بود را آغاز کرد. در ۲۰ اکتبر ۲۰۱۰ جایزه مشهورترین دی جی بین‌المللی را توسط Golden Gnomes دریافت کرد. در ۲۷ اکتبر ۲۰۱۰ که چهار سال متوالی مقام دی جی برتر را کسب کرده بود به عنوان مشهورترین دی جی جهان معرفی شد.

### (A State of Trance 500 (ASOT 500
ون بیورن برای به یاد ماندنی کردن دهمین سالگرد و همچنین پانصدمین اجرای نمایش رادیویی A State of Trance پنج نمایش، در پنج قاره، طی پنج هفتهٔ متوالی، با هنرمندان متفاوت اجرا خواهد کرد. اولین نمایش در ۱۹ مارس ۲۰۱۱ در ژوهانسبورگ آفریقای جنوبی برگزار شد. نمایش بعدی در میامی در «فستیوال فراتر از موسیقی» در ۲۷ مارس برگزار شد. سه نمایش دیگر هم برای اجرا در بوینس آیرس آرژانتین، دِن بوچ هلند و سیدنی استرالیا برنامه‌ریزی شده‌اند.

## بازی کامپیوتری
در نوامبر ۲۰۱۰ یک بازی برای کنسول بازی نینتندو ووی منتشر شد به نامIn the Mix featuring Armin van Buuren